# Zenon Woźniak
Zenon Woźniak (ur. 29 listopada 1931 w Starachowicach, zm. 3 lutego 2025) – polski archeolog, członek Polskiej Akademii Umiejętności.

## Życiorys
W 1950 ukończył liceum w Trzebnicy, w latach 1950-1953 studiował na Uniwersytecie Jagiellońskim, następnie kontynuował studia na Uniwersytecie Poznańskim, gdzie w 1955 obronił pracę magisterską. W latach 1955-1964 pracował w Muzeum Archeologicznym w Krakowie, gdzie od 1960 kierował Pracownią Okresu Lateńskiego i Rzymskiego. Od 1964 był zatrudniony w krakowskim ośrodku Instytut Historii Kultury Materialnej PAN (od 1992 działającego pod nazwą Instytut Archeologii i Etnologii Polskiej Akademii Nauk). W 1966 obronił pracę doktorską Osadnictwo celtyckie w Polsce południowej napisaną pod kierunkiem Stefana Noska. W 1973 uzyskał na podstawie pracy Wschodnie pogranicze kultury lateńskiej stopień doktora habilitowanego, w 1989 tytuł profesora nadzwyczajnego. W latach 1983-1990 kierował Pracownią Archeologiczną w Igołomi. Przeszedł na emeryturę w 2001. W latach 1975-2015 był redaktorem naczelnym pisma Acta Archaeologica Carpathica.
W 1997 został członkiem korespondentem, w 2009 członkiem czynnym Polskiej Akademii Umiejętności.